# Husebyrennet

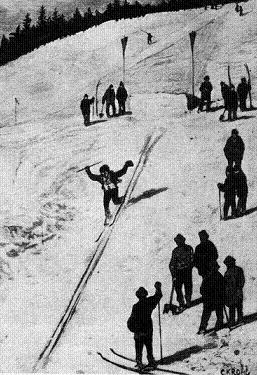

Husebyrennet foi competição de salto de esqui que era realizada em Ullern, Oslo, Noruega. Esta competição anual, realizada de 1879 a 1891, foi um precursor do evento Holmenkollen. A partir de janeiro de 1892, este torneio se mudou para os Holmenkollbakken em Holmenkollen.